# Воскресенское (Ногинский район)
Воскресе́нское — село в Богородском городском округе Московской области России  (с 2006 по 2018 год входило в состав сельского поселения Ямкинское Ногинского района).

## Население
| 1852 | 1859 | 1926 | 2002 | 2006 | 2010 |
| ---- | ---- | ---- | ---- | ---- | ---- |
| 316  | ↗363 | ↗678 | ↘226 | ↗406 | ↘182 |

## География
Село Воскресенское расположено на северо-востоке Московской области, в северо-западной части Богородского городского округа, примерно в 47 км к северо-востоку от центра города Москвы и 12 км к северо-западу от центра города Ногинска, на реке Жмучке бассейна Клязьмы.
В 11 км к югу от деревни проходит Горьковское шоссе М7, в 4 км к северу — Щёлковское шоссе А103, в 4 км к западу — Монинское шоссе Р109, в 5 км к северо-востоку — Московское малое кольцо А107. Ближайшие населённые пункты — деревни Авдотьино, Мишуково и Пашуково.
В деревне три улицы — Лесные поляны, Светлая и Сосновая.

## История
В начале XVII столетия село Воскресенское относилось к дворцовой Черноголовской волости Московского уезда и в нём находились две церкви — Воскресения Христова и Покрова Пресвятой Богородицы.
В середине XIX века относилось ко 2-му стану Богородского уезда Московской губернии и принадлежало князю Василию Васильевичу Долгорукову, в селе было 45 дворов, 2 церкви, крестьян 141 душа мужского пола и 175 душ женского.
В «Списке населённых мест» 1862 года — владельческое село 2-го стана Богородского уезда Московской губернии по Мало-Черноголовскому тракту (между Владимирским шоссе и Стромынским трактом), в 13 верстах от уездного города и 14 верстах от становой квартиры, при реке Жмучке, с 65 дворами, 2 православными церквями и 363 жителями (165 мужчин, 198 женщин).
По данным на 1890 год — село Ямкинской волости 3-го стана Богородского уезда, имелись земская школа и богадельня, работало пять полушёлковых фабрик.
В 1913 году — 103 двора, земское училище.
По материалам Всесоюзной переписи населения 1926 года — центр Воскресенского сельсовета Пригородной волости Богородского уезда в 6,4 км от Ямкинского шоссе и 12,8 км от станции Богородск Нижегородской железной дороги, проживало 678 жителей (312 мужчин, 366 женщин), насчитывалось 134 хозяйства, из которых 99 крестьянских, имелись школа 1-й ступени, изба-читальня и чайная.
С 1929 года — населённый пункт Московской области.
Административно-территориальная принадлежность
1929—1930 гг. — центр Воскресенского сельсовета Богородского района.
1930—1954 гг. — центр Воскресенского сельсовета Ногинского района.
1954—1959, 1962—1963, 1965—1994 гг. — село Пашуковского сельсовета Ногинского района.
1959—1962 гг. — село Ямкинского сельсовета Ногинского района.
1963—1965 гг. — село Пашуковского сельсовета Орехово-Зуевского укрупнённого сельского района.
1994—2006 гг. — село Пашуковского сельского округа Ногинского района.
2006—2018гг. — село сельского поселения Ямкинское Ногинского муниципального района.
С 2018 года — село сельского поселения Ямкинское Богородского городского округа.

## Достопримечательности

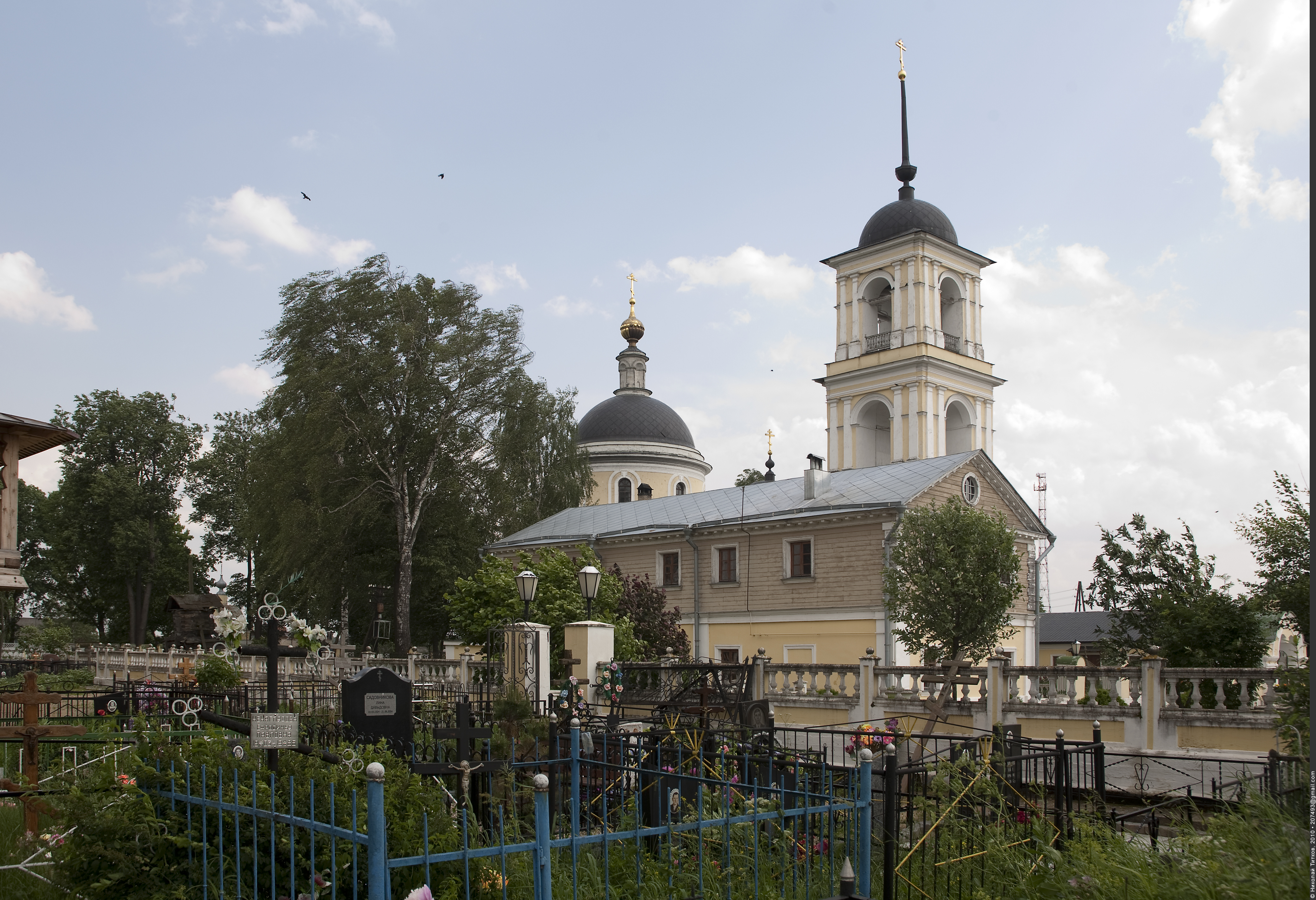
Церковь Покрова Пресвятой Богородицы

- Комплекс сооружений, включающий колокольню, парк с прудами, Троицкую церковь, лавки, кирпичную церковь Покрова Пресвятой Богородицы[24] (1833—1848) с оградой, деревянную церковь Вознесения[25] (1706) с иконостасом, деревянной скульптурой и оградой, сторожку и церковно-приходскую школу. Является объектом культурного наследия России, как памятник архитектуры федерального значения[26].

## Люди, связанные с селом
- В селе родился Яков Иванович Лавров (1914—1944) — участник Великой Отечественной войны, Герой Советского Союза (1945).
- На сельском кладбище похоронен Владимир Турчинский (1963—2009) — российский спортсмен, рекордсмен в силовых видах спорта, теле- и радиоведущий, шоумен, актёр[27].